# Himilcão (Guerras Púnicas)
Himilcão foi um general cartaginês, no comando da guarnição de Lilibeia durante a Primeira Guerra Púnica. É desconhecido o momento em que lhe foi outorgado o comando, embora já o ostentava em 250 a.C.

## História
Após a grande vitória de Metela frente de Asdrúbal na Batalha de Lilibeia, a cidade foi assediada pelo romano. Himilcão contava com apenas 10 000 homens, enquanto as fontes falam de não menos de 110 000 romanos no cerco (incluindo trabalhadores e auxiliae). Ambos os cônsules Marco Atílio Régulo e Lúcio Mânlio Vulsão Longo uniram esforços para atacar a cidade. Bloquearam o porto, enquanto atacavam as muralhas com aríetes e máquinas de assédio.
Himilcão, pela sua vez, teve de rejeitar os ataques inimigos, e aplacar as dissensões dos mercenários sob o seu comando. Incapaz de interromper o trabalho dos engenheiros romanos, uma tormenta acudiu inesperadamente na sua ajuda, deslocando o dique artificial que bloqueava o porto. Aníbal, filho de Amílcar, conseguiu então penetrar no porto com 50 navios e uma força de refresco de 10 000 homens.
Himilcão renovou então os seus ataques e, embora repelido num primeira tentativa, conseguiu finalmente queimar todas as máquinas de assédio romanas. Este fato motivou que os cônsules tornassem o assédio num bloqueio, embora fossem incapazes de cortar totalmente as comunicações da cidade por mar.
No ano seguinte (249 a.C.), a vitória de Aderbal em Drépano devolveu o controle do mar aos cartagineses. Himilcão é mencionado novamente cooperando com Cartalão após a batalha, numa tentativa de destruir o esquadrão romano que ainda montava guarda frente de Lilibea. Embora somente conseguisse um sucesso parcial, a partir de então as comunicações por mar ficaram totalmente restabelecidas.
O nome de Himilcão aparece uma vez mais no ano seguinte, opondo-se às operações dos cônsules Cecílio e Fábio, embora esta seja a última ocasião em que é mencionado.